# كيش (جزيرة)
كيش جزيرة إيرانية اماراتية الاصل التي احتلت في الثلاثينيات وتسمى بجزيرة قيس ،تقع في الطريق بين الهند والبصرة. لا تزيد مساحتها على 90 كم مربع لها مكان في التاريخ القديم والمعاصر. تقع جزيرة كيش في وسط الخليج العربي بين فارس وبين عُمان والإمارات. تقول بعض الروايات انها أول مدينة أسست بعد طوفان نوح. زارتها جيوش الأسكندر الأكبر وزارها ياقوت الحموي، وابن بطوطة، وماركو بولو. هذه الجزيرة تتبع مدينة لنجة في محافظة هرمزگان في جنوب إيران. من أسمائها القديمة (جزيرة قيس) كما عرفها العرب القدما وهي جزيرة تاريخية قديمة في الخليج العربي.

## توأمة
لكيش (جزيرة) اتفاقيات توأمة مع:
- دبي [5]